# Edyta Chruściel
Edyta Chruściel, po mężu Dziuba (ur. 28 kwietnia 1976 w Pabianicach) – polska koszykarka, występująca na pozycji rozgrywającej.

## Osiągnięcia
Na podstawie, o ile nie zaznaczono inaczej.

### Drużynowe
- Mistrzyni Polski (1997)[2]
- Wicemistrzyni Polski (1994, 1998)
- Uczestniczka międzynarodowych rozgrywek Pucharu Ronchetti (1994/1995 – I runda)[3]

### Reprezentacja
- Brązowa medalistka mistrzostw świata U–19 (1993)[4]
- Uczestniczka mistrzostw Europy U–18 (1994 – 12. miejsce)[5]